# Velká Británie na Letních olympijských hrách 1896
Velkou Británii na Letních olympijských hrách v roce 1896 v řeckých Athénách reprezentovalo 7 mužů v 10 sportovních odvětvích.

## Medailová umístění
| Medaile | Jméno             | Sport      | Disciplína                      |
| ------- | ----------------- | ---------- | ------------------------------- |
| Zlato   | John Pius Boland  | Tenis      | Muži dvouhra                    |
| Zlato   | Launceston Elliot | Vzpírání   | Muži vzpírání jednoruč          |
| Stříbro | Grantley Goulding | Atletika   | Muži 110 m překážek             |
| Stříbro | Frederick Keeping | Cyklistika | Muži 12 hodin                   |
| Stříbro | Launceston Elliot | Vzpírání   | Muži vzpírání obouruč           |
| Bronz   | Edward Battel     | Cyklistika | Muži silniční závod jednotlivců |
| Bronz   | Charles Gmelin    | Atletika   | Muži běh na 400 m               |